# Гіпотези Поллока
Гіпо́тези По́ллока — кілька гіпотез про фігурні числа, які висунув 1850 року британський математик-аматор, член Королівського товариства сер Джонатан Фредерік Поллок. Ці гіпотези можна розглядати як доповнення теореми Ферма про багатокутні числа, зокрема розширення теореми на випадок просторових фігурних чисел.
1. Гіпотеза 1: будь-яке натуральне число є сумою не більше ніж дев'яти кубічних чисел. Доведена на початку XX століття. Зазвичай достатньо семи кубів, але 15 чисел (15, 22, 50, 114, 167, 175, 186, 212, 231, 238, 303, 364, 420, 428, 454, послідовність A018889 з Онлайн енциклопедії послідовностей цілих чисел, OEIS) вимагають восьми, а двом числам (23 і 239) потрібні всі дев'ять. Якщо, крім додавання, допускати віднімання, то достатньо і п'яти кубів[4] (можливо, що навіть чотирьох, але це поки що не доведено)[5].
2. Гіпотеза 2: будь-яке натуральне число є сумою не більше ніж одинадцяти центрованих дев'ятикутних чисел[6]. Досі не доведено і не спростовано.
3. Гіпотеза 3: будь-яке натуральне число є сумою не більше ніж п'яти тетраедричних чисел[7]. Досі не доведено, хоча перевірено для всіх чисел, менших від 10 мільярдів. Виявлено 241 число, для яких чотирьох тетраедричних чисел недостатньо (17, 27, 33, 52, 73, …, послідовність A000797 з Онлайн енциклопедії послідовностей цілих чисел, OEIS), найпевніше, останнє з них дорівнює 343867[7].
4. Гіпотеза 4, узагальнювальна частина попередніх. Позначимо {\displaystyle m} число вершин одного з п'яти правильних многогранників, а {\displaystyle n} — число його граней (4, 6, 8, 12 або 20). Тоді кожне натуральне число є сумою не більше ніж {\displaystyle m+1} фігурних чисел, відповідних цьому многограннику, тобто[3]:

({\displaystyle n=4}, тетраедр) не більше 5 тетраедричних чисел;
({\displaystyle n=6}, октаедр) не більше 7 октаедричних чисел;
({\displaystyle n=8}, куб) не більше 9 кубічних чисел;
({\displaystyle n=12}, ікосаедр) не більше 13 ікосаедричних чисел;
({\displaystyle n=20}, додекаедр) не більше 21 додекаедричного числа.
Цю гіпотезу досі не доведено й не спростовано.